# 帕苏斯
帕苏斯是巴西米纳斯吉拉斯州的一个市镇。总面积1339.199平方公里，总人口102765人，人口密度76.7人/平方公里。